# Cassipourea hiotou
Espèce
Statut de conservation UICN

 VU A1c, B1+2c : Vulnérable
Cassipourea hiotou est une espèce de plantes à fleurs du genre Cassipourea de la famille des Rhizophoraceae.